# Landschaftsschutzgebiet Hallenberger Waldlandschaft
Koordinaten: 51° 7′ 48″ N, 8° 33′ 36″ O

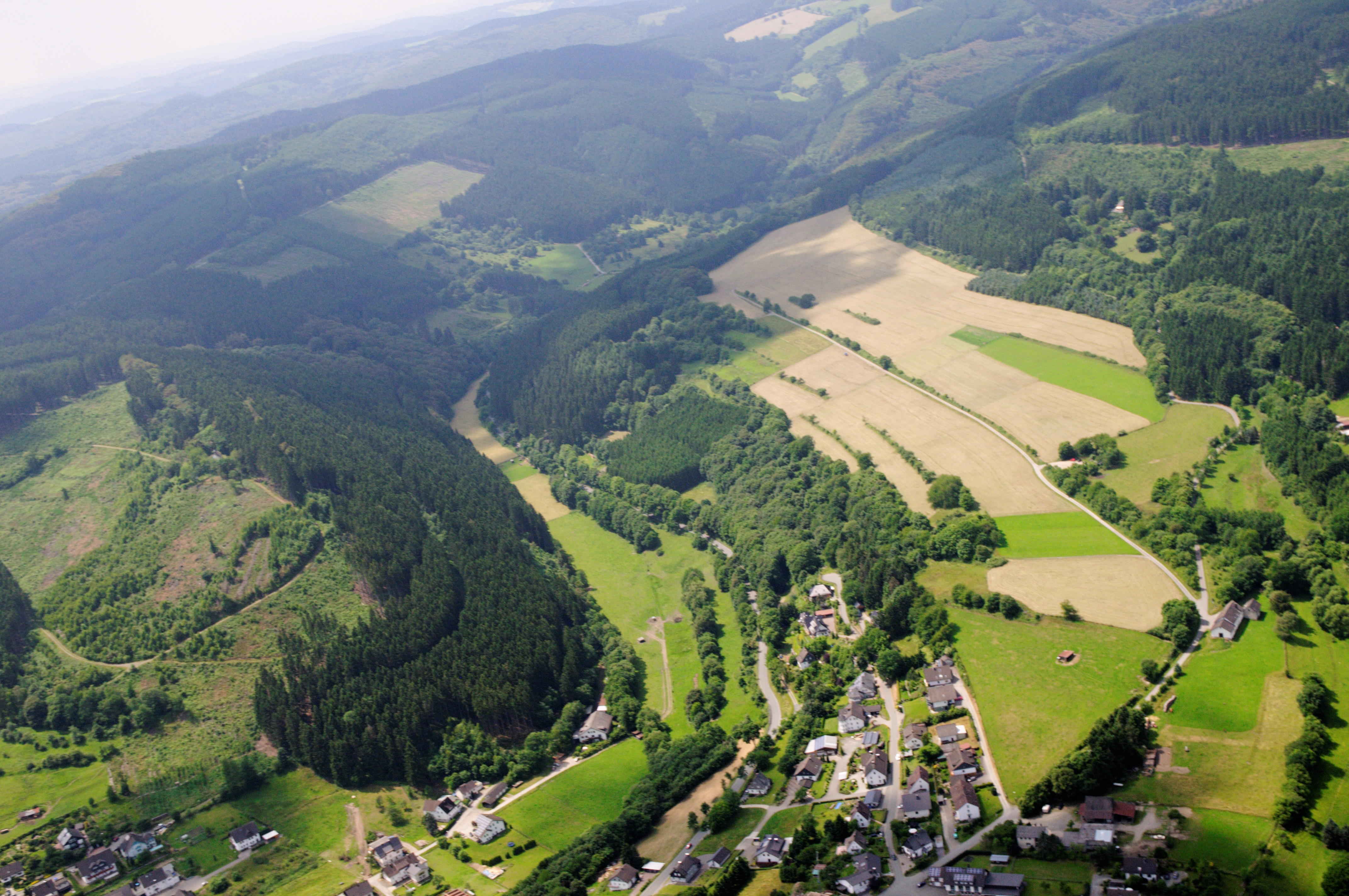
Landschaftsschutzgebiet Hallenberger Waldlandschaft (Waldbereiche links)

Das Landschaftsschutzgebiet Hallenberger Waldlandschaft mit 2.135,30 Hektar Größe liegt im Stadtgebiet Hallenberg. Das Gebiet wurde am 15. September 2004 mit dem Landschaftsplan Hallenberg durch den Hochsauerlandkreis als Landschaftsschutzgebiet (LSG) ausgewiesen. Das LSG liegt zum Großteil im westlichen Stadtgebiet im Hallenberger Wald. In diesem Waldgebiet liegt auch das 875,50 Hektar große Naturschutzgebiet Hallenberger Wald. Daneben gibt es noch verstreute Teilflächen in anderen Teilen von Hallenberg, wobei größere Flächenanteile nördlich von Braunshausen liegen.
Das LSG Hallenberger Waldlandschaft wurde als LSG Typ A, Allgemeiner Landschaftsschutz, ausgewiesen.

## Rechtliche Vorschriften
Erstaufforstungen und auch die Neuanlage von Weihnachtsbaumkulturen, Schmuckreisig- und Baumschulkulturen unterliegen einer behördlichen Genehmigung der Unteren Landschaftsbehörde. Wie in den anderen Landschaftsschutzgebieten vom Typ A besteht im LSG ein Verbot Bauwerke zu errichten. Vom Verbot ausgenommen sind Bauvorhaben für Gartenbaubetriebe, Land- und Forstwirtschaft, der öffentlichen Versorgung mit Elektrizität, Gas, Telekommunikationsdienstleistungen, Wärme und Wasser, der Abwasserwirtschaft oder einen bestehenden angrenzenden gewerblichen Betrieb (§ 35 Abs. 1 Nr. 1 und 2 des Baugesetzbuches). Auch der Bau von Windkraftanlagen und Wasserkraftwerken ist mit Baugenehmigung erlaubt.